# Copa do Nordeste
La Copa do Nordeste è una competizione calcistica brasiliana a cui partecipano le squadre del Nordest del Brasile: Alagoas, Bahia, Ceará, Maranhão, Paraíba, Pernambuco, Piauí, Rio Grande do Norte e Sergipe.

## Storia
Dal 1997 al 1999, il vincitore della Copa do Nordeste si aggiudicava l'accesso alla Coppa CONMEBOL.
Dal 2000 al 2002, il vincitore della Copa do Nordeste si aggiudicava l'accesso alla Copa dos Campeões.
Dal 2014 al 2016 il vincitore del torneo ottiene l'accesso alla Coppa Sudamericana dell'anno successivo ma solamente nel caso in cui non si qualifichi per gli ottavi di finale della Coppa del Brasile.
Dal 2017, il vincitore accederà agli ottavi di finale della Coppa del Brasile.

## Formula
Alla manifestazione partecipano 20 squadre che si qualificano secondo i piazzamenti nei campionati statali:
| Posti | Stato               | Campionato                              |
| ----- | ------------------- | --------------------------------------- |
| 3     | Bahia               | 1º, 2º e 3º del Campionato Baiano       |
| 3     | Pernambuco          | 1º, 2º e 3º del Campionato Pernambucano |
| 2     | Alagoas             | 1º e 2º del Campionato Alagoano         |
| 2     | Ceará               | 1º e 2º del Campionato Cearense         |
| 2     | Maranhão            | 1º e 2º del Campionato Maranhense       |
| 2     | Paraíba             | 1º e 2º del Campionato Paraibano        |
| 2     | Piauí               | 1º e 2º del Campionato Piauiense        |
| 2     | Rio Grande do Norte | 1º e 2º del Campionato Potiguar         |
| 2     | Sergipe             | 1º e 2º del Campionato Sergipano        |

## Titoli per squadra
| Squadra        | Stato               | Titoli |
| -------------- | ------------------- | ------ |
| Bahia          | Bahia               | 4      |
| Vitória        | Bahia               | 4      |
| Sport Recife   | Pernambuco          | 3      |
| Ceará          | Ceará               | 3      |
| Fortaleza      | Ceará               | 3      |
| Campinense     | Paraíba             | 1      |
| América-RN     | Rio Grande do Norte | 1      |
| Sampaio Corrêa | Maranhão            | 1      |
| Santa Cruz     | Pernambuco          | 1      |

## Titoli per stato
| Stato               | Titoli |
| ------------------- | ------ |
| Bahia               | 8      |
| Ceará               | 6      |
| Pernambuco          | 4      |
| Maranhão            | 1      |
| Paraíba             | 1      |
| Rio Grande do Norte | 1      |